# Doppler Nunatak
Doppler Nunatak är en nunatak i Antarktis. Den ligger i Västantarktis. Argentina, Chile och Storbritannien gör anspråk på området. Toppen på Doppler Nunatak är 1 485 meter över havet.
Terrängen runt Doppler Nunatak är lite kuperad. Trakten är obefolkad. Det finns inga samhällen i närheten.